# نسلیهان یلدان
نیسلیهان یلدان به (ترکی استانبولی: Neslihan Yeldan زاده ۲۵ فوریه ۱۹۶۹ ) بازیگر ترکیه‌ای است.

## زندگی شخصی
او تحصیلکرده فرهنگسرای بیشیکتاش است؛ دارای یک پسر و مادری مجرد می باشد . او در سینما، تلویزیون و تئاتر فعالیت دارد وی با سریال فصل گیلاس به شهرت رسید و اخیرا نیز در سریال تو در خانه‌ام را بزن به ایفای نقش پرداخته است.

## فیلم شناسی
| عنوان                 | نقش             | تاریخ |
| --------------------- | --------------- | ----- |
| هرچی میخواد بشه       | آسمان           | ۲۰۲۳  |
| همه چیز درباره ازدواج | ثریا            | ۲۰۲۱  |
| تو درم را بزن         | آیدان بولات     | ۲۰۲۰  |
| عروس استانبول         | صنم             | ۲۰۱۹  |
| حکایت ما              | حیات            | ۲۰۱۸  |
| فصل گیلاس             | اونِم دینجر      | ۲۰۱۵  |
| شمال جنوب             | آینور تکین اغلو | ۲۰۱۳  |
| صنوبر باد ها          | مادر مینه       | ۲۰۱۰  |
| داستان پری            | پامیرا          | ۲۰۰۸  |